# 迪士尼频道 (亚洲)
迪士尼频道（亚洲）（Disney Channel (Asia)）是華特迪士尼公司运营的面向亚洲地区的电视频道，总部位于新加坡，在香港、新加坡、马来西亚等地提供服务。主要節目包括迪士尼卡通片集、各類特備節目、喜劇、家庭劇集及動作冒險電影等。
因應Disney+準備在全亞洲正式提供服務，華特迪士尼公司於2021年4月宣佈包括迪士尼頻道在內共18個頻道於2021年10月1日起正式停播。在香港，MyTV SUPER已於2021年7月1日停播本頻道，Now寛頻電視已於2021年9月1日停播本頻道，香港有線電視亦將會在2021年10月1日停播本頻道。